# Blattspurlauf
Der Begriff Blattspurlauf bezeichnet die horizontale Laufebene eines Rotorblattes eines Hubschraubers.

## Definition
Der Begriff findet hauptsächlich im Modellhubschrauberbau Verwendung. Bei exakt eingestellten Blattspurlauf bewegen sich die Rotorblätter in einer Ebene. Abweichungen in der Laufhöhe eines Blattes (somit ein Abweichen aus der normalen Laufebene) führen zu dynamischer Unwucht, anliegend an der (Haupt-)Rotorwelle.

## Ursachen von Abweichungen
Die Ursache einer Abweichung der Laufebenen ist entweder ein falscher Blattanstellwinkel relativ zu den/dem anderen Rotorblättern/Rotorblatt oder ein Mangel in der Qualität der Rotorblätter.

## Einstellen des Blattspurlaufes
Ein perfektes Rotorblatt sollte in Kombination mit einem perfekten Rotorkopf keine Abweichung aufweisen. Dennoch ist dies in der Realität kaum zu verwirklichen, weil bereits minimale Ungenauigkeiten bei den an einem Rotorblatt anliegenden extremen Geschwindigkeiten relativ zur Luft eine Veränderung der Blattspur herbeiführen können. Bei hochwertigen Modellhelikoptern kann der Blattspurlauf für jedes Blatt über eine Gewindestange (entweder von der Taumelscheibe ausgehend oder direkt am Blatthalter) einzeln eingestellt werden. Hierzu verwendet man entweder eine Pitchlehre oder erprobt den Spurlauf während des Fluges optisch. Hilfreich für letztere Möglichkeit sind farbliche Markierungen an den Rotorblättern. Im Bereich der manntragenden Fliegerei wird der Blattspurlauf direkt ab Werk optimal eingestellt.